# Stadion Miejski im. ks. płk. Jana Mrugacza w Legionowie
Stadion Miejski im. ks. płk. Jana Mrugacza – wielofunkcyjny stadion w Legionowie, w Polsce. Został otwarty 18 lipca 1964 roku. Może pomieścić 1730 widzów. Swoje spotkania rozgrywają na nim piłkarze klubu Legionovia Legionowo.
Obiekt został otwarty 18 lipca 1964 roku, a znaczącą rolę w Społecznym Komitecie Budowy Stadionu odegrał ks. płk. Jan Mrugacz. Od 14 sierpnia 2004 roku stadion nazwany jest jego imieniem.
Podczas Euro 2012 stadion pełnił rolę centrum treningowego dla reprezentacji Grecji.